# Вільшанська сільська рада (Жашківський район)
Вільша́нська сільська́ ра́да — колишня адміністративно-територіальна одиниця та орган місцевого самоврядування в Жашківському районі Черкаської області. Адміністративний центр — село Вільшанка.

## Загальні відомості
- Населення ради: 351 особа (станом на 2001 рік)

## Населені пункти
Сільській раді були підпорядковані населені пункти:
- с. Вільшанка

## Склад ради
Рада складалася з 12 депутатів та голови.
- Голова ради: Бень Ніна Василівна
- Секретар ради: Паращук Ірина Вікторівна

### Керівний склад попередніх скликань
| Прізвище, ім'я, по батькові | Основні відомості                                                 | Дата обрання | Дата звільнення |
| --------------------------- | ----------------------------------------------------------------- | ------------ | --------------- |
| Бень Ніна Василівна         | Сільський голова, 1966 року народження, освіта вища, позапартійна | 26.03.2006   | 31.10.2010      |
| Бень Ніна Василівна         | Сільський голова, 1966 року народження, освіта вища, позапартійна | 31.10.2010   |                 |

Примітка: таблиця складена за даними сайту Верховної Ради України

### Депутати
За результатами місцевих виборів 2010 року депутатами ради стали:

#### За суб'єктами висування
| Суб'єкт висування               | Кількість обраних депутатів | %    |
| ------------------------------- | --------------------------- | ---- |
| Партія регіонів                 | 6                           | 50   |
| Самовисування                   | 5                           | 41,7 |
| Політична партія «Наша Україна» | 1                           | 8,3  |

#### За округами
| № округу                        | Прізвище, ім'я, по батькові    | Дата визнання обраним | Освіта  | Партійна приналежність                | Відомості про обраного депутата                |
| ------------------------------- | ------------------------------ | --------------------- | ------- | ------------------------------------- | ---------------------------------------------- |
| Партія регіонів                 |                                |                       |         |                                       |                                                |
| 1                               | Голобородько Надія Сергіївна   | 01.11.2010            | середня | позапартійна                          | тимчасово не працює                            |
| 2                               | Біденко Світлана Дмитрівна     | 01.11.2010            | середня | позапартійна                          | тимчасово не працює                            |
| 3                               | Коробко Тетяна Вікторівна      | 01.11.2010            | середня | позапартійна                          | тимчасово не працює                            |
| 4                               | Паращук Ірина Вікторівна       | 01.11.2010            | вища    | позапартійна                          | Вільшанська сільська рада, бухгалтер           |
| 5                               | Стадник Валентина Анатоліївна  | 01.11.2010            | середня | позапартійна                          | тимчасово не працює                            |
| 9                               | Затесаний Володимир Васильович | 01.11.2010            | вища    | позапартійний                         | ПП «Земпроект плюс», бухгалтер                 |
| Політична партія «Наша Україна» |                                |                       |         |                                       |                                                |
| 6                               | Поправка Жанна Вікторівна      | 01.11.2010            | вища    | член Політичної партії «Наша Україна» | Вільшанський сільський ФП, завідувачка         |
| Самовисування                   |                                |                       |         |                                       |                                                |
| 7                               | Тихоневич Леонід Олексійович   | 01.11.2010            | середня | позапартійний                         | тимчасово не працює                            |
| 8                               | Гомола Іван Петрович           | 01.11.2010            | середня | позапартійний                         | тимчасово не працює                            |
| 10                              | Ротова Раїса Володимирівна     | 01.11.2010            | вища    | позапартійна                          | тимчасово не працює                            |
| 11                              | Довга Леся Миколаївна          | 01.11.2010            | вища    | позапартійна                          | Вільшанська сільська рада, секретар            |
| 12                              | Бачінська Тетяна Михайлівна    | 01.11.2010            | середня | позапартійна                          | Вільшанська сільська рада, технічний працівник |